# Нова Петрівщина
Нова́ Петрі́вщина —  село в Україні, у Чорнухинській селищній громаді Лубенського району Полтавської області. Населення становить 106 осіб. До 2018 орган місцевого самоврядування — Гільцівська сільська рада.

## Географія
Село Нова Петрівщина знаходиться на відстані 2,5 км від сіл Богодарівка та Гільці. По селу протікає пересихаючий струмок з загатою.